# Vene lombari
Le vene lombari sono vasi venosi pari e simmetrici, generalmente in numero di quattro per lato, localizzate nella parete dell'addome. Sono il corrispettivo metamerico lombare delle vene intercostali posteriori.
Originano dalla confluenza di un ramo ventrale, che decorre nello spessore fra il muscolo trasverso dell'addome ed il muscolo obliquo interno, con un ramo dorsale, che origina a ridosso delle vertebre lombari ricevendo rami dal dorso e dal midollo spinale. Le vene lombari così originate si portano alla parete posteriore della vena cava inferiore, dove sfociano.